# فيرناندو لونا
فيرناندو لونا (بالإسبانية: Fernando David Luna) (19 يناير 1990 في الأرجنتين - ) هو لاعب كرة قدم أرجنتيني في مركز الوسط. لعب مع نادي إيميلك.

## وصلات خارجية
- فيرناندو لونا على موقع قاعدة بيانات كرة القدم.إي يو (الإنجليزية)
- فيرناندو لونا على موقع Soccerway.com (الإنجليزية)